# Raizoda signoreti
Raizoda signoreti är en insektsart som först beskrevs av Charles Coquerel 1859.  Raizoda signoreti ingår i släktet Raizoda och familjen Derbidae. Inga underarter finns listade i Catalogue of Life.